# باولو دي كانيو
باولو دي كانيو (بالإيطالية: Paolo Di Canio)‏، (روما، 9 يوليو 1968)، لاعب كرة قدم إيطالي.
بدأ مسيرته الكروية مع نادي لاتسيو في عام 1985، ولعب معهم حتى عام 1990، وشارك معهم في 54 مباراة وسجل 4 أهداف، وفي موسم 1986/1987 أعير إلى نادي ترنانا، ولعب معهم 27 مباراة وسجل هدفين، وفي عام 1990 انتقل إلى نادي يوفنتوس، ولعب معهم حتى عام 1993، وشارك معهم في 58 مباراة وسجل 6 أهداف، وفي موسم 1993/1994 انتقل إلى نادي نابولي، ولعب معهم 28 مباراة وسجل 5 أهداف، وفي عام 1994 انتقل إلى نادي إيه سي ميلان، ولعب معهم حتى عام 1996، وشارك معهم في 37 مباراة وسجل 6 أهداف، وفي موسم 1996/1997 لعب مع نادي سيلتك الأسكتلندي، ولعب معهم 37 مباراة وسجل 15 هدف، وفي عام 1997 انتقل إلى نادي شيفيلد ونزداي الإنجليزي، ولعب معهم حتى عام 1999، وشارك معهم في 41 مباراة وسجل 23 هدف، وفي عام 1999 انتقل إلى نادي وست هام يونايتد الإنجليزي، ولعب معهم حتى عام 2003، وشارك معهم في 118 مباراة وسجل 47 هدف وفي موسم 2003/2004 انتقل إلى نادي تشارلتون أثلتك الإنجليزي، ولعب معهم 31 مباراة وسجل 4 أهداف، وفي عام 2004 انتقل إلى نادي لاتسيو، ولعب معهم حتى عام 2006، انتقل إلى نادي شيسكو روما وشارك معهم في 50 مباراة وسجل 11 هدف و اعتزل وقام بتدريب الفريق إلى عام 2012 ، ثم بعد ذلك تولى تدريب نادي سندرلاند الأنجليزي.

## روابط خارجية
- باولو دي كانيو على موقع الاتحاد الأوربي (الإنجليزية)
- باولو دي كانيو على موقع قاعدة بيانات كرة القدم.إي يو (الإنجليزية)
- باولو دي كانيو على موقع Soccerbase.com (مدرب) (الإنجليزية)
- باولو دي كانيو على موقع Soccerway.com (الإنجليزية)
- باولو دي كانيو على موقع عالم كرة القدم.نت (الإنجليزية)
- باولو دي كانيو على موقع كووورة